# Willem Petri
Wilhelm (Willem) Petri (Utrecht, 7 januari 1865 - aldaar, 10 augustus 1950) was een Nederlands cellist, organist, pianist en muziekpedagoog.
Hij was zoon van componist Wilhelm Petri en Elisabeth Blanken. Broers Henri Petri en Martinus Wilhelm Petri waren eveneens werkzaam in de muziek. Hijzelf was getrouwd met Amalie Caroline Charlotte Stöver; hij hertrouwde na haar overlijden met Catharina Maria Posthuma.
De eerste muzieklessen kreeg hij van zijn vader die hoboïst was in het Stedelijk Orkest Utrecht. Aan de Utrechtse Muziekschool waren zijn docenten broer Martinus (piano), Richard Hol (orgel en muziektheorie) en Antoon Bouman (cello) zijn docenten. In 1863 begon zijn loopbaan met de functie van organist van de Buurkerk, daarna vanaf 1888 de Nicolaïkerk en vanaf 1892 de Remonstrantse kerk, alle te Utrecht. Die laatste functie behield hij tot 1947. Hij was vanaf 1886 tevens docent piano, muziektheorie en cello aan het conservatorium/de muziekschool in Utrecht en werd er ook enige tijd plaatsvervangend directeur. Hij was tevens werkzaam aan de muziekschool van de Maatschappij tot Bevordering der Toonkunst van Amersfoort. Onder Wilhelm Petri's leerlingen bevonden zich Johan Wagenaar, Jacob van Domselaer en Hennie Schouten. In die periode gaf hij ook soloconcerten als cellist en organist tot in het Concertgebouw aan toe: 12 april 1896, Willem Mengelberg leidt Petri en het Concertgebouworkest in het Orgelconcert nr. 2 in g-mineur (opus 177) van Joseph Rheinberger.
Petri is bekend gebleven door zijn studiewerken voor orgel en piano. Hij schreef onder andere Oefeningen voor eerstbeginnenden in het pianospel (2 delen, in tal van herdrukken) en Toonladders voor organisten. Enkele orgelcomposities van hem zijn bewaard gebleven, waaronder enige koraalbewerkingen. Hij leverde een bijdragen voor het Liederboek van Groot-Nederlands van Frits Coers.
- International Standard Name Identifier: 0000 0003 8716 2792
- Nederlandse Thesaurus van Auteursnamen: 191304492
- Virtual International Authority File: 280080397
- WorldCat: E39PBJxCDWdtgC9YMQxgYbpdcP